# Karel Eichler
Karel Eichler (13. ledna 1845 Velké Meziříčí – 25. dubna 1918 Brno) byl moravský římskokatolický kněz, hudebník a spisovatel. Ve svém díle se věnoval především místopisu a hudební vědě.

## Život
Karel Eichler pocházel z měšťanské rodiny velkomeziříčského krupaře. Po dokončení reálky v Poličce vystudoval německé gymnázium v Brně. Vysvěcen na kněze byl roku 1870, poté pracoval na faře v Hovoranech, v Kurdějově a v Hodoníně. Studoval kanonické právo v Římském ústavu Animy. Mezi lety 1874 až 1880 působil jako profesor církevních dějin a kanonického práva na bohosloveckém ústavu v Brně. Tou dobou také dva roky redigoval brněnský časopis Hlas.
Jeho dalším působištěm byla od roku 1880 fara ve Veverské Bítýšce. Zde napsal většinu svých děl, mimo jiné nejznámější Paměti panství veverského.
Karel Eichler zemřel v Brně, kde žil od roku 1892.
Na počest působení Karla Eichlera je po něm pojmenována ulice ve Veverské Bítýšce.

## Dílo
Níže uvedený seznam děl Karla Eichlera není úplný:
- Poutní místa a milostivé obrazy na Moravě a v rakouském Slezsku, Nákladem Dědictví Cyrillo-Methodějského, Brno 1887 a 1888
- Paměti panství veverského. Nákladem autora, Brno 1891
- Římské upomínky na naši vlasť, Brno 1892.
- Cesta k věčné spáse, sbírka modliteb a duchovních písní pro diecézi brněnskou. Tiskem a nákladem benediktinů rajhradských, Brno 1912.
- Chudobinské ústavy moravské. Brno 1887.

Mimo výše uvedených knih je Karel Eichler také autorem mnoha článků v časopisech Hlas, Obzor a Moravská orlice.